# Federigo Fregoso

Stemma dei Fregoso

Federigo Fregoso (Genova, 1480 circa – Gubbio, 22 luglio 1541) è stato un cardinale, arcivescovo cattolico e generale italiano appartenente alla famiglia genovese dei Fregoso, che diede numerosi dogi alla Repubblica di Genova.

## Biografia
Federigo Fregoso era il figlio di Agostino Fregoso e di Gentile da Montefeltro, figlia di Federico da Montefeltro, duca di Urbino. Suo fratello Ottaviano fu doge dal 1513 al 1515 e poi governatore di Genova per conto del re di Francia Francesco I fino al 1522.
Federigo Fregoso trascorse la sua giovinezza a Urbino, alla corte dello zio materno, Guidobaldo da Montefeltro, dove ricevette una formazione classica e frequentò umanisti come Pietro Bembo e Baldassarre Castiglione.
Divenuto sacerdote intraprese la carriera ecclesiastica e nel 1507 fu nominato dal papa Giulio II vescovo di Salerno, in Campania, allora dominio spagnolo.
A causa delle sue simpatie per i francesi, la sua nomina non fu però riconosciuta dal re di Spagna.
Nel 1510, a Genova avvennero scontri tra fazioni rivali che videro la vittoria della famiglia Adorno: anche Federigo, come il resto della famiglia, fu esiliato e si rifugiò a Roma.
Tre anni più tardi, sconfitti nuovamente gli Adorno, i Fregoso tornarono a Genova, dove Ottaviano divenne doge. Federigo, divenuto suo consigliere, fu posto a capo dell'esercito. In questa posizione contrastò nuove rivolte degli Adorno.
Nel 1516 fu a capo di una spedizione navale congiunta francese-pontificia-genovese, organizzata da papa Leone X per combattere i corsari barbareschi.
Uno di questi, il Curtogoli (nome con il quale era chiamato in Europa il corsaro turco Kurtoğlu Muslihiddin Reis) aveva ripetutamente saccheggiato i centri costieri della Liguria, della Toscana, del Lazio e della Puglia e sequestrato numerose navi, depredandone i carichi e uccidendo o riducendo in schiavitù gli equipaggi.
Fregoso, al commando della flotta alleata, sorprese Curtogoli lungo le coste della Tunisia e sbarcò sull'isola di Djerba, forzando il porto di Bizerta, base dei corsari, distruggendo diverse navi, liberando numerosi schiavi cristiani e costringendo alla fuga Curtogoli, che si trasferì nel Mediterraneo orientale.
Si trattò tuttavia di una vittoria solo parziale perché gli alleati cristiani dovettero ripiegare a seguito alla controffensiva ottomana.
A partire dal 1515, Ottaviano Fregoso fu costretto a riconoscere il re di Francia, Francesco I, come signore di Genova; Ottaviano restò in carica come governatore.
Nel 1522 l'imperatore Carlo V assediò la città. Federigo Fregoso, che organizzava la difesa, rimase ferito nei combattimenti. Quando gli spagnoli occuparono la città, imprigionando Ottaviano, Federigo fu costretto alla fuga su una nave francese. Francesco I gli diede asilo nell'Abbazia di San Benigno a Digione, ma per disaccordi con i monaci, che non sopportavano la sua severità, nel 1529 tornò in Italia.
Dimessosi formalmente dall'incarico di arcivescovo di Salerno, fu nominato vescovo di Gubbio.
Nel 1539 papa Paolo III lo nominò cardinale. Morì a Gubbio nel 1541.

## Opere
Di lui si ricordano anche alcune opere letterarie, stampate postume:
- Pio et christianissimo Trattato della oratione, il quale dimostra come si debbe orare & quali debbeno essere le nostre preci a Iddio per conseguire la eterna salute & felicità, composto alla commune utilità di tutte le devote & pie anime christiane serve di Iesu Christo, In Venetia, apresso Gabriel Iolito di Ferrarii, 1543.
- Prefatione nella pìstola di san Paolo a Romani, In Venetia, per Comin da Trino di Monferrato, 1545.

## Ascendenza
|                                                   |                                             |                                            | Genitori                                         |  |  | Nonni |  |  | Bisnonni           |  |  | Trisnonni                                       |  |
|                                                   |                                             |                                            |                                                  |  |  |       |  |  | Bartolomeo Fregoso |  |  | Pietro Fregoso, doge della Repubblica di Genova |  |
|                                                   |                                             |                                            |                                                  |  |  |       |  |  | Bartolomeo Fregoso |  |  | Pietro Fregoso, doge della Repubblica di Genova |  |
|                                                   |                                             | Bernadetta Doria                           |                                                  |  |  |       |  |  | Bartolomeo Fregoso |  |  |                                                 |  |
| Lodovico Fregoso, doge della Repubblica di Genova |                                             |                                            |                                                  |  |  |       |  |  | Bartolomeo Fregoso |  |  |                                                 |  |
|                                                   |                                             | Caterina Ordelaffi                         | Antonio Ordelaffi, signore di Forlì              |  |  |       |  |  |                    |  |  |                                                 |  |
|                                                   |                                             | Caterina Ordelaffi                         | Antonio Ordelaffi, signore di Forlì              |  |  |       |  |  |                    |  |  |                                                 |  |
|                                                   |                                             | Caterina Ordelaffi                         | Caterina Rangoni                                 |  |  |       |  |  |                    |  |  |                                                 |  |
| Agostino Fregoso, conte di Sant'Agata Feltria     |                                             | Caterina Ordelaffi                         |                                                  |  |  |       |  |  |                    |  |  |                                                 |  |
|                                                   |                                             | Palamede Gattilusio, signore di Enos       | Francesco II Gattilusio, signore di Lesbo        |  |  |       |  |  |                    |  |  |                                                 |  |
|                                                   |                                             | Palamede Gattilusio, signore di Enos       | Francesco II Gattilusio, signore di Lesbo        |  |  |       |  |  |                    |  |  |                                                 |  |
|                                                   |                                             | Palamede Gattilusio, signore di Enos       | Valentina Doria                                  |  |  |       |  |  |                    |  |  |                                                 |  |
| Ginevra Gattilusio                                |                                             | Palamede Gattilusio, signore di Enos       |                                                  |  |  |       |  |  |                    |  |  |                                                 |  |
|                                                   |                                             | Valentina N.                               | …                                                |  |  |       |  |  |                    |  |  |                                                 |  |
|                                                   |                                             | Valentina N.                               | …                                                |  |  |       |  |  |                    |  |  |                                                 |  |
|                                                   |                                             | Valentina N.                               | …                                                |  |  |       |  |  |                    |  |  |                                                 |  |
| Federigo Fregoso                                  |                                             | Valentina N.                               |                                                  |  |  |       |  |  |                    |  |  |                                                 |  |
|                                                   | Guidantonio da Montefeltro, conte di Urbino | Antonio II da Montefeltro, conte di Urbino |                                                  |  |  |       |  |  |                    |  |  |                                                 |  |
|                                                   | Guidantonio da Montefeltro, conte di Urbino | Antonio II da Montefeltro, conte di Urbino |                                                  |  |  |       |  |  |                    |  |  |                                                 |  |
|                                                   | Guidantonio da Montefeltro, conte di Urbino | Agnesina di Vico                           |                                                  |  |  |       |  |  |                    |  |  |                                                 |  |
| Federico da Montefeltro, duca di Urbino           | Guidantonio da Montefeltro, conte di Urbino |                                            |                                                  |  |  |       |  |  |                    |  |  |                                                 |  |
|                                                   |                                             | Elisabetta degli Accomanducci              | Guido Paolo degli Accomanducci, conte di Petroia |  |  |       |  |  |                    |  |  |                                                 |  |
|                                                   |                                             | Elisabetta degli Accomanducci              | Guido Paolo degli Accomanducci, conte di Petroia |  |  |       |  |  |                    |  |  |                                                 |  |
|                                                   |                                             | Elisabetta degli Accomanducci              | Rengarda Malatesta                               |  |  |       |  |  |                    |  |  |                                                 |  |
| Gentile da Montefeltro                            |                                             | Elisabetta degli Accomanducci              |                                                  |  |  |       |  |  |                    |  |  |                                                 |  |
|                                                   |                                             | …                                          | …                                                |  |  |       |  |  |                    |  |  |                                                 |  |
|                                                   |                                             | …                                          | …                                                |  |  |       |  |  |                    |  |  |                                                 |  |
|                                                   |                                             | …                                          | …                                                |  |  |       |  |  |                    |  |  |                                                 |  |
| …                                                 |                                             | …                                          |                                                  |  |  |       |  |  |                    |  |  |                                                 |  |
|                                                   |                                             | …                                          | …                                                |  |  |       |  |  |                    |  |  |                                                 |  |
|                                                   |                                             | …                                          | …                                                |  |  |       |  |  |                    |  |  |                                                 |  |
|                                                   |                                             | …                                          | …                                                |  |  |       |  |  |                    |  |  |                                                 |  |
|                                                   |                                             | …                                          |                                                  |  |  |       |  |  |                    |  |  |                                                 |  |